# دنیس کانیزا
دنیس کانیزا (انگلیسی: Denis Caniza؛ زادهٔ ۲۹ اوت ۱۹۷۴) بازیکن فوتبال بازنشسته اهل پاراگوئه است.
از باشگاه‌هایی که در آن بازی کرده‌است می‌توان به ناسیونال و لانوس اشاره کرد.
وی همچنین در تیم ملی فوتبال پاراگوئه بازی کرده و در جام‌های جهانی ۱۹۹۸، ۲۰۰۲، ۲۰۰۶ و ۲۰۱۰ عضو این تیم بوده است. او تنها بازیکن تاریخ فوتبال پاراگوئه است که چهار جام جهانی پی‌درپی حضور داشته است.